# Eratotrivia neptis
Eratotrivia neptis — викопний вид черевоногих молюсків родини Eratoidae, що існував у пізньому еоцені (37 млн років тому). Викопні рештки молюска виявлені у Рибальському кар'єрі поблизу міста Дніпра (Україна).

## Опис
Мушля завдовжки 7 мм, діаметром 6 мм.